# موريس وود
موريس وود (6 يوليو 1933 - 18 مارس 1978)  (بالإنجليزية: Maurice Wood)‏ هو لاعب كريكت بريطاني.

## وصلات خارجية
- موريس وود على موقع إي آس بي آن كريك إنفو (الإنجليزية)